# Sinclairia tajumulcensis
Sinclairia tajumulcensis là một loài thực vật có hoa trong họ Cúc. Loài này được (Standl. & Steyerm.) H.Rob. & Brettell miêu tả khoa học đầu tiên năm 1974.